# Xeromphalina fulvipes
Xeromphalina fulvipes är en svampart som först beskrevs av William Alphonso Murrill, och fick sitt nu gällande namn av A.H. Sm. 1953. Xeromphalina fulvipes ingår i släktet Xeromphalina och familjen Mycenaceae.   Inga underarter finns listade i Catalogue of Life.